# Rotonda a Mare
La Rotonda a Mare è una struttura, nata per scopi idroterapici e ricreativi, che si affaccia sul mare di Senigallia, oggi sede di mostre e convegni durante il periodo estivo.

## Storia
La Rotonda a Mare di Senigallia nasce con l'idea di creare un centro di aggregazione per i villeggianti delle stazioni balneari. Infatti, il primo accenno a questa struttura si ha nella Belle Époque (XIX sec.) con la costruzione di una piattaforma lignea di palafitte sul mare con caratteri ludico-terapeutici, progettata da Vincenzo Ghinelli, prima nel 1850 e poi nel 1865. Nel 1910 la piattaforma fu ampliata e venne affidata a imprenditori privati che l'annessero all'Hotel Bagni.
La Prima guerra mondiale distrugge Senigallia e anche la piattaforma: i progetti presentati per la ricostruzione sono vari, ma alla fine viene scelto, nella seduta del 27 maggio 1932, il progetto dell'Ing. Cardelli, dal momento che offriva minor costo di costruzione e presentava migliori caratteristiche estetiche coerenti con la filosofia del fascismo che nelle sue opere architettoniche innestava il neoclassicismo razionalista con i caratteri di futurismo e metafisica. Nel caso della rotonda sul mare l’idea di un luogo fisico in cui essere assorti e circondati dal mare riprendeva la surreale spiritualità degli ambienti metafisici. La piattaforma dotata di un'ampia tettoia coperta e di un'ampissima terrazza sopra elevata praticabile, combinava un equilibrio architettonico che conferiva leggerezza con la praticità della disposizione dei locali.
Dal punto di vista urbanistico si decise di realizzarla circa 200 metri più a nord rispetto alla posizione precedente: la decisione ricadde sullo sbocco del viale cittadino, punto focale, ricavato dall’interramento del Penna, in seguito ai nuovi provvedimenti del governo fascista per l’incentivazione turistica delle coste. Questo nuovo intervento prevedeva sostanzialmente il mantenimento della forma di base della Piattaforma, rettangolare ed allungata e di stile Liberty, sostituendo però il legno con materiali più resistenti, particolarmente per quello che riguarda il pontile di accesso, la piattaforma, i camerini da bagno e la zona adibita al passeggio, allargata a 4 metri e protratta in direzione del mare. Gli accorgimenti costruttivi e i materiali della Rotonda sono di qualità mediocre e inadeguati alle condizioni ambientali estreme e discontinue alle quali è sottoposto un edificio marittimo: di fatto dopo soli sei anni dal suo completamento è necessaria una spesa di manutenzione pari a un decimo del costo iniziale.
La Rotonda con l'arrivo della seconda guerra mondiale denuncia gravi danni ed interventi urgenti che saranno rimandati per sette anni a causa del conflitto bellico e della lentezza della burocrazia.
Nel luglio del 1946 l'impresa Mancinelli di Roma fa richiesta all'Azienda Autonoma per poter gestire la Rotonda, che rinuncia subito dopo per l'enorme somma prevista per la ristrutturazione e regala il progetto all'Azienda Autonoma. Sempre a causa di problemi burocratici l'azienda autonoma inizierà i lavori solo nel 1948.
Nell'anno successivo dalla tondeggiante forma di conchiglia si passa ad un incoerente assetto trapezoidale. Trascorsi cinque anni dall'inaugurazione si teme già per la stabilità dell'edificio e nonostante un investimento per un appalto di ristrutturazione di 14.885.000 lire, nel 1972 violente mareggiate e scosse sismiche debilitano ancor più la struttura.
Nel 1987 la struttura va incontro a una fugace rinascita e viene adibita a discoteca. In seguito a un periodo di inattività, gli imprenditori privati cercano di rilanciare l'edificio, accentuandone la funzione di locale da ballo, ma i requisiti richiesti ai locali di pubblico spettacolo comportano un ulteriore riadattamento della Piattaforma, progettato dall'architetto Carlo Alberto Pini e dall'ingegnere Lanfranco Castelli.
Nel 1992 un disastroso incendio sembra concludere l'esistenza della Rotonda, ma diventa invece un'opportunità di rinascita grazie a una perizia dettagliata di ristrutturazione.
In seguito ad un investimento di Euro 2.560.202, nel 2006 la Rotonda si propone come spazio di intrattenimento e promozione turistica dell'intera regione, imponendosi come spazio accessibile a tutti e vetrine della cultura contemporanea. 

## Architettura
Il progetto di Cardelli è un organismo sostanzialmente a pianta centrale, originato da un vuoto circolare del diametro di 16 metri circa, perimetrato da colonne e setti murari, destinati al salone delle feste e corredato da due absidi diametralmente opposti sull'asse parallelo della battigia, per palcoscenico, servizi e scale. Sul quadrante verso l'ingresso in adiacenza al salone centrale, sui vertici delle due diagonali, si collocano due sale a quarto di cerchio destinate al ristorante. Procedendo a ritroso sull'asse di simmetria longitudinale, si incontrano il vestibolo d'ingresso, delimitato da due coppie di tre colonne accostate a corrispondenti paraste, ai lati del quale sono presenti due ambienti rettangolari per le funzioni di biglietteria, disimpegno e direzione. All'esterno l'ingresso è sottolineato da una pensilina a profilo semicircolare sorretta da due pilastri. L'edificio è appoggiato su un'ampia piattaforma a 3 metri sul livello dell'acqua, a forma di conchiglia, il cui profilo planimetrico è definito da curve policentriche rigorosamente costruite.
Verso il mare si sviluppa un peristilio a copertura piana, in continuità con la piazza superiore, all'altezza di circa 5 metri sulla piattaforma. La terrazza occupa le superfici di copertura della Rotonda esclusa quella cupola a sesto ribassato del salone ed è accessibile dalle scale poste all'interno degli absidi. La Piattaforma si raggiunge da terra mediante un pontile della larghezza di 5 metri e della lunghezza di 80 metri.

## Azienda Autonoma di Cura e Soggiorno di Senigallia
Nel 1928 Senigallia, insieme a Cortina d'Ampezzo, viene riconosciuta quale sede della prima "Azienda Autonoma di Cura e Soggiorno" d'Italia. Il ruolo del nuovo ente spazia dall'accoglienza e dall'informazione turistica, alla promozione di eventi, alla gestione del servizio di salvamento, alla gestione della pulizia della spiaggia, alla riscossione dell'Imposta di Soggiorno. L'Azienda fu ente di diritto pubblico, indipendente dal punto di vista amministrativo, e la sua opera più famosa fu, appunto, la costruzione della Rotonda a Mare, di cui tenne la gestione sino al 1988.
Presidenti dell'Azienda Autonoma di Cura e Soggiorno di Senigallia furono:
- conte Bernardino Jonni (1927 - 1928)
- Goffredo Gobbi (1928 - 1929)
- Nazzareno Pierpaoli (1929 - 1931)
- nob. Giovanni Monti Guarnieri (1931 - 1933)
- Dott. Giuseppe Pichi (1933 - 1934)
- cav. Manlio Cremonini (1934 - 1939)
- Mario Brusoni (1939 - 1940)
- geom. Aldo Allegrezza (1940 - 1944)
- marchese Alessandro Baviera (1944 - 1946)
- nob. Giuseppe Natale Marzi (1946 - 1950)
- Raffaello Micaletti (1950 - 1957)
- Leonello Simoncioni (1957 - 1965)
- Aldo Diamantini (1965 - 1971)
- Giuliano Olivetti (1971 - 1992)
- Tarcisio Torreggiani (1992 - 1997)